# Gábor Keresztes
Gábor Keresztes (Csatár, 18 december 1937 – Tilburg, 9 april 2019) was een Hongaars betaald voetballer die als middenvelder of linksbinnen speelde.

## Clubcarrière
In Hongarije speelde hij voor Vasas Izzó. Na een wedstrijd met het Hongaarse jeugdteam tegen Oostenrijk bleef hij nog voor de Hongaarse Opstand met meerdere ploeggenoten achter in Wenen. Van de FIFA mocht hij een jaar niet spelen, maar trainde hij bij Servette FC in Zwitserland. In 1957 ging Keresztes voor 1. FC Saarbrücken spelen waarmee hij in de Oberliga Südwest speelde. Met FC Grenoble speelde hij in het seizoen 1961/62 in de Ligue 1. In 1962 ging hij naar Willem II en werkte daarnaast als automonteur. In 1965 was hij onderdeel van de transfer van Cor Stolzenbach van Wilhelmina naar Willem II. De club uit Den Bosch kreeg Jan Boor, Wim van Esch en Keresztes in ruil terug. Na twee seizoenen bij Wilhelmina keerde hij terug naar Tilburg om daar te gaan voetballen voor LONGA, daarnaast pakte hij daarna zijn trainerscarrière op. Hij werd trainer en werd in het seizoen 1971/72 met SC 't Zand kampioen van de 1e klasse van de Brabantsche Voetbalbond. Ook trainde hij VV Riel.
Keresztes overleed in 2019 op 81-jarige leeftijd.

### Carrièrestatistieken
| Seizoen         | Club              | Land            | Competitie       | Competitie | Competitie | Beker | Beker | Internationaal | Internationaal | Overig | Overig | Totaal | Totaal |
| Seizoen         | Club              | Land            | Competitie       | Wed.       | Dlp.       | Wed.  | Dlp.  | Wed.           | Dlp.           | Wed.   | Dlp.   | Wed.   | Dlp.   |
| --------------- | ----------------- | --------------- | ---------------- | ---------- | ---------- | ----- | ----- | -------------- | -------------- | ------ | ------ | ------ | ------ |
| 1957/58         | 1. FC Saarbrücken | Duitsland       | Oberliga Südwest | –          | –          | –     | –     | 0              | 0              | 0      | 0      | –      | –      |
| 1958/59         | 1. FC Saarbrücken | Duitsland       | Oberliga Südwest | –          | –          | –     | –     | 0              | 0              | 0      | 0      | –      | –      |
| 1959/60         | 1. FC Saarbrücken | Duitsland       | Oberliga Südwest | –          | –          | –     | –     | 0              | 0              | 0      | 0      | –      | –      |
| 1960/61         | 1. FC Saarbrücken | Duitsland       | Oberliga Südwest | –          | –          | –     | –     | 0              | 0              | 0      | 0      | –      | –      |
| 1961/62         | FC Grenoble       | Frankrijk       | Ligue 1          | –          | –          | –     | –     | 0              | 0              | 0      | 0      | –      | –      |
| 1962/63         | Willem II         | Nederland       | Eredivisie       | –          | –          | –     | 0     | 0              | 0              | 0      | 0      | –      | –      |
| 1963/64         | Willem II         | Nederland       | Eerste divisie   | –          | –          | –     | 0     | 1              | 0              | 0      | 0      | –      | –      |
| 1964/65         | Willem II         | Nederland       | Eerste divisie   | –          | –          | –     | 0     | 0              | 0              | 0      | 0      | –      | –      |
| 1965/66         | Wilhelmina        | Nederland       | Tweede divisie   | –          | 2          | –     | 0     | 0              | 0              | 0      | 0      | –      | 2      |
| 1966/67         | Wilhelmina        | Nederland       | Tweede divisie   | –          | 1          | –     | 0     | 0              | 0              | 0      | 0      | –      | 1      |
| Carrière totaal | Carrière totaal   | Carrière totaal | Carrière totaal  | –          | –          | –     | –     | 0              | 0              | 0      | 0      | –      | –      |

## Interlandcarrière
Gábor Keresztes speelde tussen 1955–1956 7 jeugdinterlands voor Hongarije onder 19 en scoorde 4 keer.

## Erelijst
Willem II
| Nationaal      |    |         |
| Eerste divisie | 1x | 1964/65 |
| KNVB Beker     | 1x | 1962/63 |